# New South Wales Championships 1885
Il New South Wales Championships 1985 è stato un torneo di tennis giocato sull'erba. È stata la 1ª edizione del New South Wales Championships. Sia il torneo maschile che quello femminile si sono giocati all'Association Cricket Ground del Moore Park di Sydney, dal 4 al 7 maggio 1885.

## Campioni

### Singolare maschile
William John Bush Salmon ha sconfitto in finale  Walter John Carre Riddell con il punteggio di 1–6, 6–8, 6–3, 6–2, 6–3.

### Singolare femminile
Annie Lamb ha sconfitto in finale  Miss Gordon 6–5, 6–4.

### Doppio maschile
William John Bush Salmon /  Joseph Bruce Ismay hanno sconfitto in finale  Walter Coldham /  Walter John Carre Riddell con il punteggio di 7–5, 6–4, 3–6, 4–6, 7–5.

### Doppio femminile
- Evento non disputato.

### Doppio misto
Annie Lamb /  Charles William Cropper hanno sconfitto in finale  Nellie Want /  William John Bush Salmon con il punteggio di 6–1, 6–1.